# Igram
Igram és un poble i municipi d'Eslovàquia que es troba a la regió de Bratislava, a l'extrem occidental del país, prop de la frontera amb Àustria.

## Història
La primera menció escrita de la vila es remunta al 1242.

## Demografia
| Godina             | 1994 | 2004    | 2014   | 2024   |
| ------------------ | ---- | ------- | ------ | ------ |
| Nombre de persones | 610  | 539     | 557    | 569    |
| Diferència         |      | −11,63% | +3,33% | +2,15% |

| Godina             | 2023 | 2024   |
| ------------------ | ---- | ------ |
| Nombre de persones | 566  | 569    |
| Diferència         |      | +0,53% |